# Palacký-Universität Olmütz

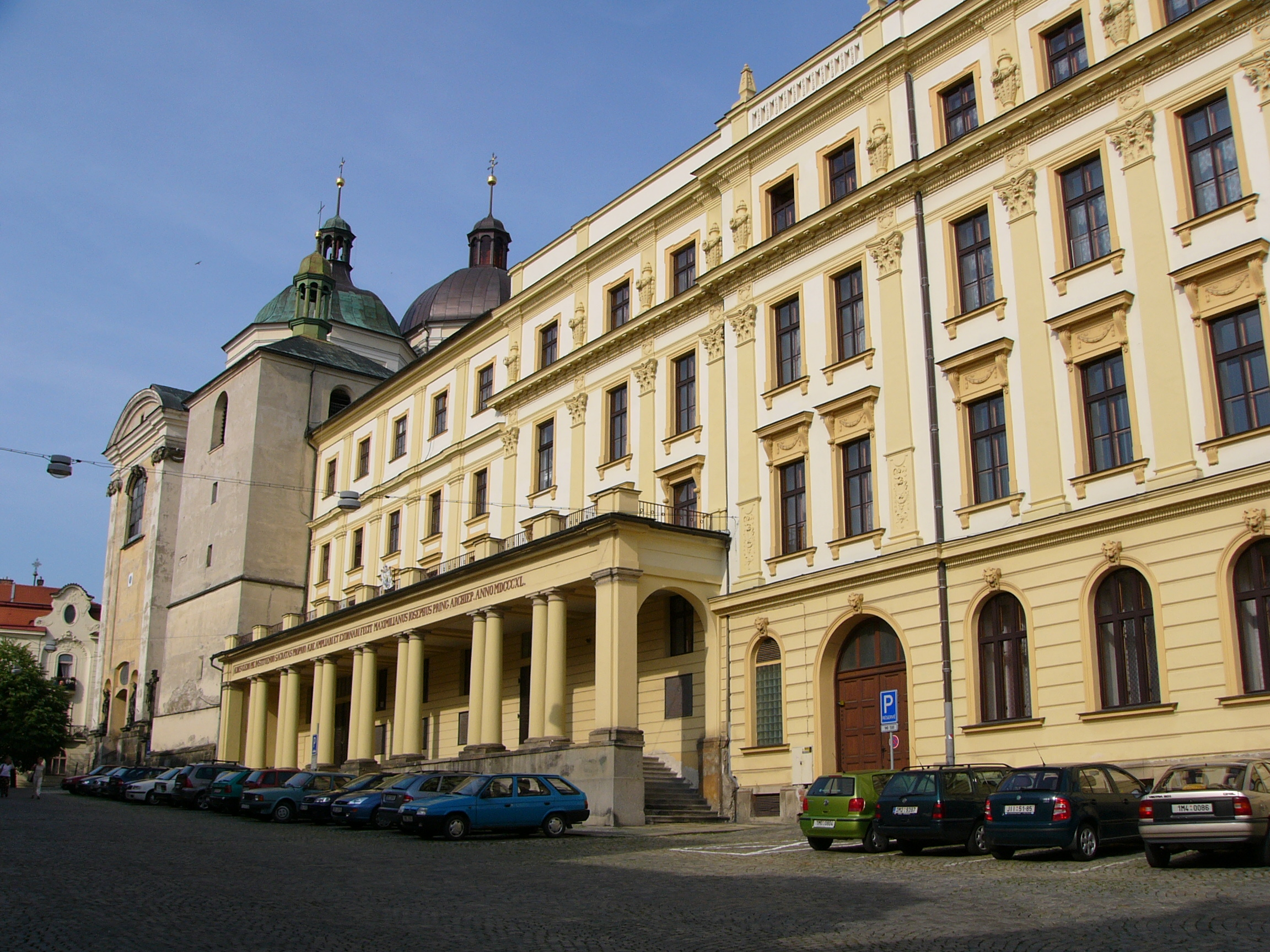
Altes Universitätsgebäude

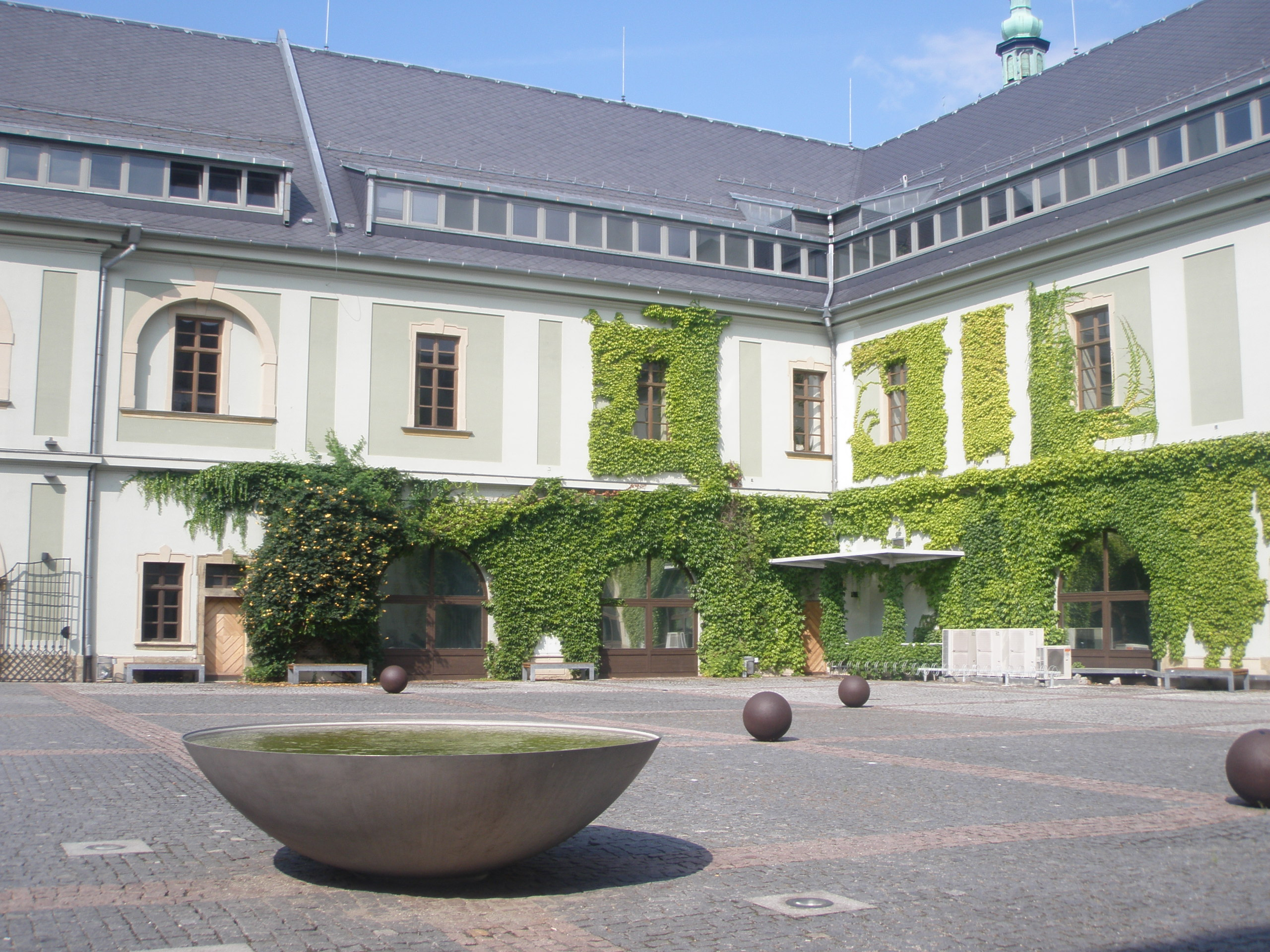
Universitätsbibliothek

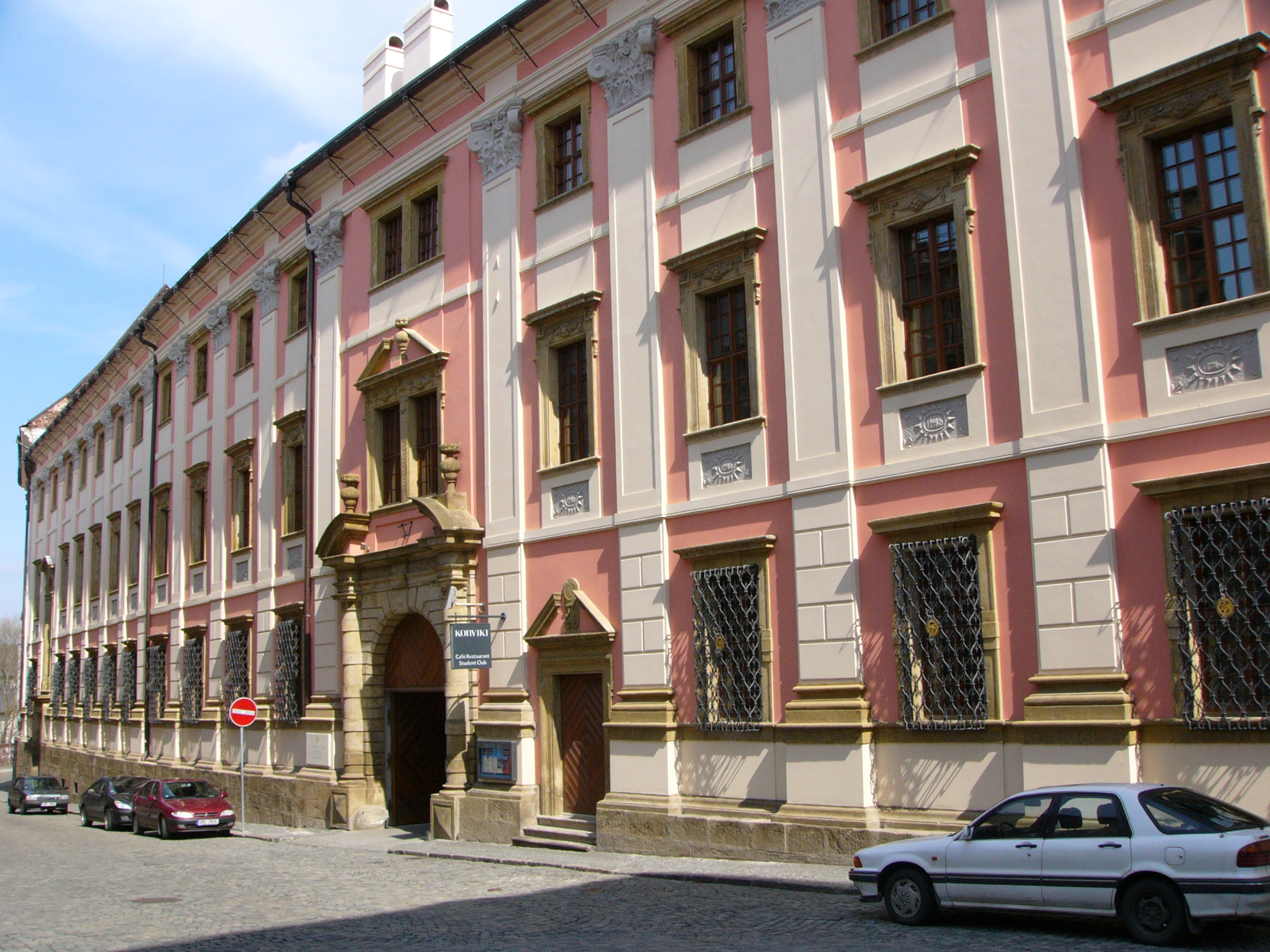
Jesuiten-Konvikt, künstlerische Lehrstühle

Die Palacký-Universität Olmütz (tschechisch Univerzita Palackého v Olomouci, lateinisch Universitas Palackiana Olomucensis) in Olmütz ist die zweitälteste Universität in Tschechien. Sie wurde im Jahre 1573 als Jesuiten-Hochschule gegründet. Namengeber ist seit 1946 der Historiker František Palacký.

## Geschichte
Der Olmützer Bischof Wilhelm Prusinovský von Víckov berief 1566 Angehörige des Jesuitenordens nach Olmütz. Diese gründeten ein Ordenshaus, bei dem später mehrere Schuleinrichtungen entstanden. Bischof Jan Grodecký von Brod bewirkte beim böhmischen Landesherrn Kaiser Maximilian II. die Erhebung der Schule zur Universität im Jahre 1573. Erste Vorlesungen fanden 1576 statt. 1578 wurde an der Universität das päpstliche Seminar Collegium nordicum errichtet, welches den Wirkungskreis der Hochschule auf Mittel-, Nord- und Osteuropa ausdehnte. Nach dem Dreißigjährigen Krieg ergänzten die Jesuiten mit umfangreichen Bauvorhaben den Gebäudekomplex. Mit der Aufhebung des Jesuitenordens im Jahre 1773 wurde die Universität verstaatlicht und im Jahre 1778 ihr Sitz nach Brünn verlegt. 1782 kehrte sie nach Olmütz zurück, wurde aber in ein dreijähriges Lyzeum umgewandelt.
1827 bewirkte der Olmützer Erzbischof Rudolf von Österreich-Toskana die erneute Erhebung zur k.k. Franzens-Universität mit einer Philosophischen, Theologischen, Juristischen und Medizinischen Fakultät. Nach der Revolution von 1848/49 vermerkte die Universität einen Rückgang der Anzahl der Studierenden. 1851 wurde die Philosophische Fakultät geschlossen, 1855 die Juristische Fakultät und anschließend löste Kaiser Franz Joseph I. am 17. Mai 1860 die Universität ganz auf. In Olmütz blieb nur eine selbstständige Theologische Fakultät. Bis 1874 wurde noch das medizinisch-chirurgische Studium weitergeführt. Die Insigne der Universität wurden der Leopold-Franzens-Universität Innsbruck übergeben. Die Theologische Fakultät existierte bis zur Schließung der Hochschulen („Sonderaktion Prag“) infolge der deutschen Besatzung des Landes im Jahre 1939.
Mit dem Gesetz vom 21. Februar 1946 wurde die Universität wiederhergestellt. 1947 begann die Lehrtätigkeit an vier Fakultäten. Nach dem Februarumsturz 1948 wurde 1950 die Theologische Fakultät geschlossen. In der Zeit von 1953 bis 1958 existierte die Hochschule sogar nur mit der Medizinischen Fakultät. Danach wurde die Philosophische Fakultät wiederhergestellt und eine Naturwissenschaftliche Fakultät errichtet. 1964 kam erneut eine Pädagogische Fakultät hinzu.
Nach der Samtenen Revolution wurde im Jahre 1990 die Theologische Fakultät wiederhergestellt, neu entstand 1991 die Fakultät für Körperkultur und nach 150 Jahren wurde im gleichen Jahr wieder eine Juristische Fakultät errichtet. Anlässlich des 200. Geburtstags des Namenspatrons wurde 1998 der Universität von der Leopold-Franzens-Universität Innsbruck als Geburtstagsgeschenk eine Kopie des ehemaligen Olmützer Rektorsszepters übergeben. Im Jahr 2008 entstand durch Ausgliederung einiger Fachbereiche der Medizinischen Fakultät die Fakultät für Gesundheitswissenschaften.
Die Universität ist Hauptveranstalter des Filmfestivals Academia film Olomouc.

## Fakultäten
- Medizinische Fakultät
- Naturwissenschaftliche Fakultät
- Philosophische Fakultät
- Pädagogische Fakultät
- Theologische Kyrill und Method-Fakultät
- Fakultät für Körperkultur
- Juristische Fakultät
- Fakultät für Gesundheitswissenschaften

## Mit der Universität verbundene Persönlichkeiten
- Johannes Marcus Marci (1595–1667), Philosoph und Naturwissenschaftler, studierte an der Universität
- Bohuslav Balbín (1621–1688), Gelehrter, studierte an der Universität
- Christoph Leopold von Schaffgotsch (1623–1703), Staatsmann, studierte an der Universität
- Jakub Kresa (1648–1715), Mathematiker, lehrte an der Universität
- Karel Slavíček (1678–1735), Jesuit, Missionar, Mathematiker, Astronom und Sinologe lehrte an der Universität
- Franz Kolbe (1682–1727), Jesuit, Professor der Philosophie und Theologie
- Jan Tesánek (1728–1788), Mathematiker, lehrte an der Universität
- Josef Wratislaw von Monse (1733–1799), Professor der Rechte, Direktor des jridischen Studiums und Leiter der Universitätsbibliothek
- Wenzel Schanza (um 1746–1787), Geistlicher und Theologe, lehrte an der Universität und war deren Rektor
- Franz Samuel Karpe (1747–1806), Philosoph, lehrte an der Universität und war deren Rektor
- Johann Jahn (1750–1816), katholischer Theologe und Orientalist, studierte und lehrte in Olmütz
- Joseph Leonhard Knoll (1775–1841), lehrte in Olmütz und war erster Dekan der philosophischen Fakultät
- August Kunzek von Lichton (1795–1865), Physiker und Mathematiker, studierte an der Universität
- Adalbert Theodor Michel (1821–1877), Rechtswissenschaftler und Politiker, Professor der Rechte
- Gregor Mendel (1822–1884), Naturwissenschaftler, studierte an der Universität
- Alois Musil (1868–1944), Orientalist und Theologe, studierte und lehrte an der Universität
- Taras Senkiw (* 1960), ukrainischer Bischof
- Jürgen Helfricht (* 1963), deutscher Publizist, Medizin- und Astronomiehistoriker

## Universitätsklinikum
Das Universitätsklinikum Olomouc (tschechisch Fakultní nemocnice Olomouc) ist mit 4785 Betten und 50 Abteilungen und Kliniken (Stand 2020) das größte Krankenhaus in der Region Olomouc. Das Krankenhaus wurde 1892 gegründet und nahm vier Jahre später den Betrieb auf. Von 1992 bis 2004 wurde das Klinikum umfangreich erweitert und modernisiert und ist so derzeit eines der modernsten Krankenhäuser in Tschechien.

## Bibliothek
→ Siehe Wissenschaftliche Bibliothek in Olmütz